# 詹娜·约翰逊
詹娜·约翰逊（英語：Jenna Johnson，1967年9月11日—），美国女子游泳运动员，主攻蝶泳和自由泳。她曾代表美国参加1984年夏季奥林匹克运动会游泳比赛，获得二枚金牌和一枚银牌。